# Nothocremastus bulgaricus
Nothocremastus bulgaricus là một loài tò vò trong họ Ichneumonidae.